# Opzinken

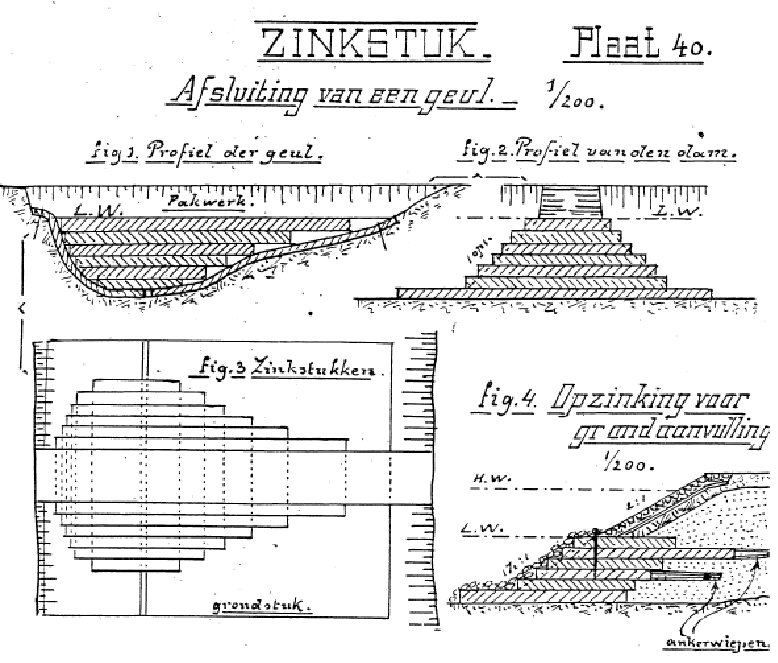
Afsluiting door het opzinken van zinkstukken

Opzinken is een verouderde techniek om afsluitingen van dijkdoorbraken en kreken te maken en om de kern van kribben en strandhoofden te maken. Men maakte een zinkstuk dat op de plaats van de dam werd afgezonken. Vervolgens werd het zinkstuk volgespoeld met zand, hierdoor werd het zinkstuk stabieler. De volgende stap was een opvolgend zinkstuk afzinken boven op het eerste, en dat dan ook volspoelen met zand. En zo voort, totdat de constructie te gewenste hoogte heeft gekregen.
Tegenwoordig wordt dit gedaan met waterbouwsteen, maar vroeger was breuksteen duur en waren de (arbeidsintensieve) zinkstukken goedkoper.